# Đan Mạch tại Thế vận hội Mùa hè 1896
Ba vận động viên từ Đan Mạch tham dự 5 môn tại Thế vận hội Mùa hè 1896 tại Athena. Hai trong số ba người kết hợp để giành 1 huy chương vàng, 2 huy chương bạc, và 3 huy chương đồng, trong khi Eugen Schmidt không giành được huy chương nào. Viggo Jensen giành được 1 huy chương vàng và 1 bạc, trong khi Holger Nielsen giành được chiếc huy chương bạc thứ nhì. Bắn súng và cử tạ là môn thể thao Đan Mạch rất thành công. Đan Mạch có 15 bước đi trong 12 nội dung, giành sáu huy chương.

## Huy chương

### Vàng
- Viggo Jensen - cử tạ, hai tay

### Bạc
- Viggo Jensen - cử tạ, một tay
- Holger Nielsen - bắn súng, súng ngắn đa hướng

### Đồng
- Viggo Jensen - bắn súng, súng trường đa hướng
- Holger Nielsen - đấu kiếm, lưỡi cong
- Holger Nielsen - bắn súng, súng ngắn bắn nhanh

## Điền kinh

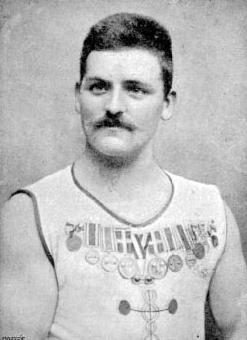
Viggo Jensen

Ba vận động viên Đan có chút thành công trong giải 10m hoặc ném đĩa. Jensen đứng hạng tư trong giải đẩy tạ, vị thế rất để giành huy chương mà đội Đan Mạch tới được.
| Nội dung | Hạng | Vận động viên | Vòng loại  | Chung kết |
| -------- | ---- | ------------- | ---------- | --------- |
|          |      |               |            |           |
| 100 m    | –    | Eugen Schmidt | Không biết | Bị loại   |
|          |      |               |            |           |

| Nội dung | Hạng | Vận động viên  | Kết quả    |
| -------- | ---- | -------------- | ---------- |
|          |      |                |            |
| Đẩy tạ   | 4    | Viggo Jensen   | Không biết |
|          |      |                |            |
| Ném đĩa  | –    | Viggo Jensen   | Không biết |
| Ném đĩa  | –    | Holger Nielsen | Không biết |
|          |      |                |            |

## Đấu kiếm
Một trong số 2 huy chương đồng của Nielsen trong giải đấu kiếm, anh ta thắng một nửa trong 4 trận.
| Nội dung       | Hạng | Vận động viên đấu kiếm | Kết quả | Kết quả | Đánh trúng | Đánh trúng | Bậc | Chung kết |
| Nội dung       | Hạng | Vận động viên đấu kiếm | Thắng   | Thua    | Trúng      | Đỡ         | Bậc | Chung kết |
| -------------- | ---- | ---------------------- | ------- | ------- | ---------- | ---------- | --- | --------- |
|                |      |                        |         |         |            |            |     |           |
| Kiếm lưỡi cong | 3    | Holger Nielsen         | 2       | 2       | 10         | 9          | 3   | Không có  |
|                |      |                        |         |         |            |            |     |           |

| Quốc gia đấu thủ | Thắng | Thua | Phần trăm |
| ---------------- | ----- | ---- | --------- |
| Áo               | 1     | 0    | 1,000     |
| Hy Lạp           | 1     | 2    | 0,333     |
|                  |       |      |           |
| Total            | 2     | 2    | 0,500     |

## Thể dục dụng cụ
Jensen đứng hạng tư trong số năm đấu thủ tại giải leo dây, không tới đính trong giải dây 14m. Khoảng cách anh ta leo được không rõ nhưng nó dưới 12.5m, khoảng cách giành huy chương đồng.
| Nội dung | Hạng | Vận động viên | Chiều cao  |
| -------- | ---- | ------------- | ---------- |
|          |      |               |            |
| Leo dây  | 4    | Viggo Jensen  | Không biết |
|          |      |               |            |

## Bắn súng
Jensen và Nielsen đều giành huy chương trong giải bắn súng, với Nielsen thắng thêm 1 huy chương bạc. Jensen chuyên môn trong giải súng trường, đứng hạng 6 trong 42 người và hạng 3 trong 20 người tại 2 giải. Nielsen không hoàn thành giải súng trường, nhưng làm tốt trong giải súng ngắn, giành 2 huy chương và đứng hạng 5 trong 16 người trong giải này.
| Nội dung             | hạng | Vận động viên  | Điểm             | Trúng            |
| -------------------- | ---- | -------------- | ---------------- | ---------------- |
|                      |      |                |                  |                  |
| Súng trường quân đội | 6    | Viggo Jensen   | 1640             | 30               |
| Súng trường quân đội | 12   | Eugen Schmidt  | 845              | 12               |
| Súng trường quân đội | –    | Holger Nielsen | Không hoàn thành | Không hoàn thành |
|                      |      |                |                  |                  |
| Súng trường đa hướng | 3    | Viggo Jensen   | 1305             | 31               |
|                      |      |                |                  |                  |
| Súng ngắn quân đội   | 5th  | Holger Nielsen | Không biết       | Không biết       |
|                      |      |                |                  |                  |
| Súng ngắn bắn nhanh  | 3    | Holger Nielsen | Không biết       | Không biết       |
|                      |      |                |                  |                  |
| Súng ngắn đa hướng   | 2    | Holger Nielsen | 285              | Không biết       |
|                      |      |                |                  |                  |

## Cử tạ
Jensen hòa Launceston Elliot trong môn cử tạ vòng một, cả hai nâng tạ. Hoàng tử George của Hy Lạp, ban giám khảo bộ môn, khẳng định Jensen nâng tạ 111.5 kg khéo hơn Elliot, trao huy chương vàng cho đấu sĩ Đan Mạch. Trong giải hai, cử tạ một tay, Jensen nâng được 57 kg nhưng không sát với Elliot được 71 kg and thế Jensen đứng hạng hai.
| Nội dung | Hạng | Vận động viên | Cao nhất |
| -------- | ---- | ------------- | -------- |
|          |      |               |          |
| Một tay  | 2    | Viggo Jensen  | 57,0 kg  |
|          |      |               |          |
| Hai tay  | 1    | Viggo Jensen  | 111,5 kg |
|          |      |               |          |